# Де Росси, Микеле Стефано
Микеле Стефано де Росси (итал. Michele Stefano de Rossi; 30 октября 1834, Рим — 23 октября 1898, Рокка-ди-Папа) — итальянский сейсмолог, геофизик. Младший брат археолога Джованни Баттисты де Росси (1822—1894) .

## Биография
Выпускник Римского университета. Известен своими исследованиями в области археологии, палеонтологии, геологии, вулканологии и сейсмологии.
Прославился тем, что в 1870-х годах разработал «сейсмическую шкалу», для отображения различных уровней интенсивности землетрясений.
Одновременно с ним в Швейцарии, независимо от М. Росси , лимнолог Франсуа- Альфонс Форель (1841—1912) создал аналогичную сейсмическую шкалу. Когда двум учёным стало известно о работах друг друга, учёные совместными усилиями создали шкалу Росси-Фореля для классификации землетрясений в зависимости от их интенсивности.
В 1874 году М. Росси основал «Bullettino del Vulcanismo Italiano», журнал, посвящённый изучению вулканов и землетрясений.

## Избранные публикации
- Dell’ampiezza delle romane catacombe e d’una machina icnografica ed ortografica per rilevarne le piante ed i livelli, 1860
- Scoperte paleoetnologiche in Castel Ceriolo presso Alessandria, 1868
- Nuove scoperte nella necropoli arcaica Albana e l’aes grave fra le rocce vulcaniche laziali, 1871
- La meteorologia endogena, 1879—1882
- Programma dell' Osservatorio et archivio geodinamico presso il R. Comitato geologico d’Italia con istruzioni per le osservazioni, 1883.